# Аршакян Агасі Арамаїсович
Агасі Арамаїсович Аршакян (вірм. Աղասի Արշակյան, нар. 24 липня 1954, Єреван — пом. 25 грудня 2017) — вірменський політичний діяч, депутат парламенту Вірменії (1999-2007).

## Біографічні відомості
Народився 24 липня 1954 року в Єревані.
- 1970—1975 — Єреванський державний університет. Економіст-статистик.
- 1971—1975 — був робочим, мотористом, бетонником, нічним сторожем.
- 1975—1978 — працював економістом, старшим економістом на Єреванському заводі вимірювальних приладів «Электроаппарат» міністерства приладобудування СРСР.
- 1984—1985 — завідувач відділу організації праці та зарплати науково-дослідного заводу НВО «Армсельхозмеханизация».
- 1978—1984, 1985—1990 — старший бухгалтер, старший економіст, завідувач відділу організації праці та зарплати на «Луйс», потім «Лусин» міністерства місцевої промисловості Вірменської РСР.
- 1990—1995 — депутат верховної ради. Заступник голови постійної комісії з прав людини і національних меншин.
- 1995—1999 — займався громадсько-політичною роботою.
- 1999—2003 — депутат парламенту. Член постійної комісії з державно-правових питань. Секретар фракції «Право і єднання».
- 2003—2007 — знову депутат парламенту. Член постійної комісії з державно-правових питань. Секретар фракції «Право і єднання».

Помер 25 грудня 2017 року.